# Шило Костянтин Степанович
Костянти́н Степа́нович Ши́ло  (1879 — 1933) — український політичний і культурний діяч, педагог. Член УСДРП.

## Життєпис
Народився 1879 року в селі Орловське Амурської губернії. Українець, безпартійний, мав вищу освіту.
Чоловік дочки композитора Миколи Лисенка — Галини. Був старостою лисенківських хорів.
1904—1917 разом з дружиною Галиною жив у Єлисаветграді, де працював викладачем співів в місцевому комерційному училищі. Брав активну участь у житті української громади, зокрема разом з дружиною відвідував українські журфікси (літературно-музичні зустрічі), які влаштовував у себе вдома нотаріус В. О. Нікітін. Костянтин Степанович мав гарний голос, часто виконував українські народні пісні.
Згодом — співробітник Міністерства освіти УНР за часів Директорії.
У 1920-х викладав на Київських педагогічних курсах імені Грінченка, де тоді працювало багато знаних людей, зокрема письменник Леонід Пахаревський. Також викладав у Першій трудовій школі.
З часом — завідувач редакторського відділу київської філії Держвидаву, науковий співробітник ВУАН.
Заарештований 26 вересня 1929 за участь у СВУ і засуджений умовно на З роки ув'язнення. Після процесу СВУ працював лаборантом ветеринарного інституту й невдовзі помер. На момент арешту проживав у Києві за адресою: «вул. Стрілецька, 20, пом. 8».
Валеріан Ревуцький у своїх спогадах називає Костянтина Шила «Костем Костевичем»: «Кость Костевич Шило, приятель батька, педагог, науковий співробітник Всеукраїнської Академії Наук і один з директорів київської філії Держвидаву (пізніше один з підсудних на штучно організованому процесі Спілки Визволення України). Кость Шило часто заходив до батька і вони музикували. Шило мав добрий бас і, пам'ятаю, досконало співав оповідь Пімена з „Бориса Годунова“ Мусоргського, яку переклав для нього українською мовою батько.»